# Tom Robbins
Thomas Eugene Robbins (22 de julio de 1932–9 de febrero de 2025) fue un escritor satírico estadounidense.

## Biografía
Sus padres y abuelos fueron pastores baptistas. Siendo joven, sus padres se trasladaron a Richmond, Virginia. Robbins se definía a sí mismo, de joven, como pueblerino y montañés, (hillbilly). Estudió periodismo en la Universidad de Washington y Lee. Combatió en la guerra de Corea, sirviendo en el ejército del aire. En 1962 se trasladó a Seattle, donde reside desde entonces; ejerció de columnista en The Seattle Times. Sus novelas, tragicómicas, son complejas, generalmente utiliza historias salvajes y rebuscadas; es un detallista satírico, un crítico feroz y un humorista prodigioso. Ellas también se deprimen (Even Cowgirls Get the Blues, 1976) fue llevada al cine por Gus Van Sant en 1993. Muchos de sus libros son best-sellers en Estados Unidos, entre ellos Still Life With Woodpecker y Another Roadside Attraction.
Fue amigo del psiconauta Terence McKenna, cuya influencia es evidente en varios libros. Uno de los protagonistas (Larry Diamond) de Half Asleep in Frog Pajamas defiende una teoría similar a las de McKenna, involucrando psilocibina. También hay paralelismos destacables entre uno de los protagonistas de Jitterbug Perfume (Wiggs Dannyboy) y McKenna. Tom Robbins es también admirador del maestro espiritual Osho.

## Obra
- Another Roadside Attraction (1971)
- Even Cowgirls Get the Blues (1976)
- Still Life with Woodpecker (1980)
- Jitterbug Perfume (1984)
- Skinny Legs and All (1990)
- Half Asleep in Frog Pajamas (1994)
- Fierce Invalids Home from Hot Climates (2000)
- Villa Incognito (2003)
- Wild Ducks Flying Backward (2005) — una colección de ensayos, reseñas y cuentos